# Dero
Dero (altgriechisch Δηρώ) ist in der griechischen Mythologie eine Tochter des Nereus und der Okeanide Doris und somit eine der Nereiden.
Sie wird einzig im Nereidenkatalog der Bibliotheke des Apollodor genannt. Möglicherweise liegt eine verderbte Überlieferung für die bei Hesiod in seiner Theogonie überlieferte Nereide namens Neso vor.